# 41e sessie van de Commissie voor het Werelderfgoed

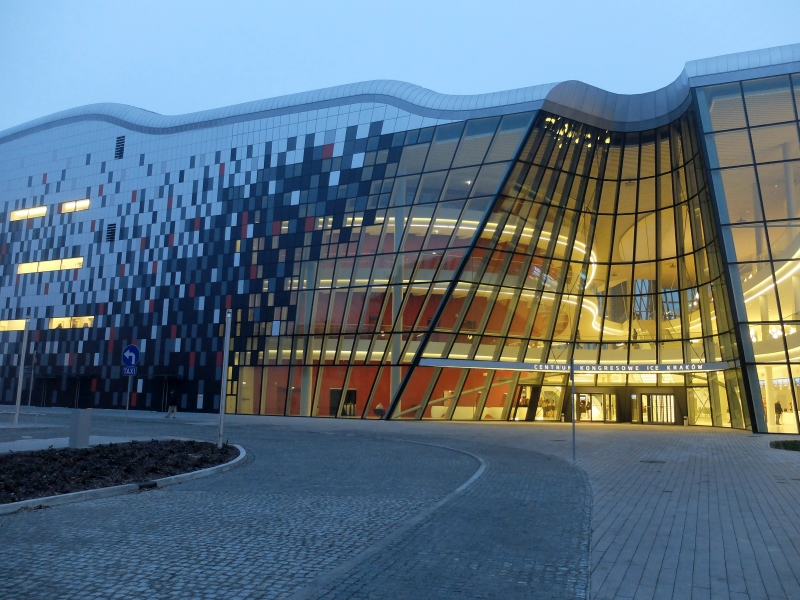
Het congrescentrum van Krakau waar de vergaderingen plaatsvonden

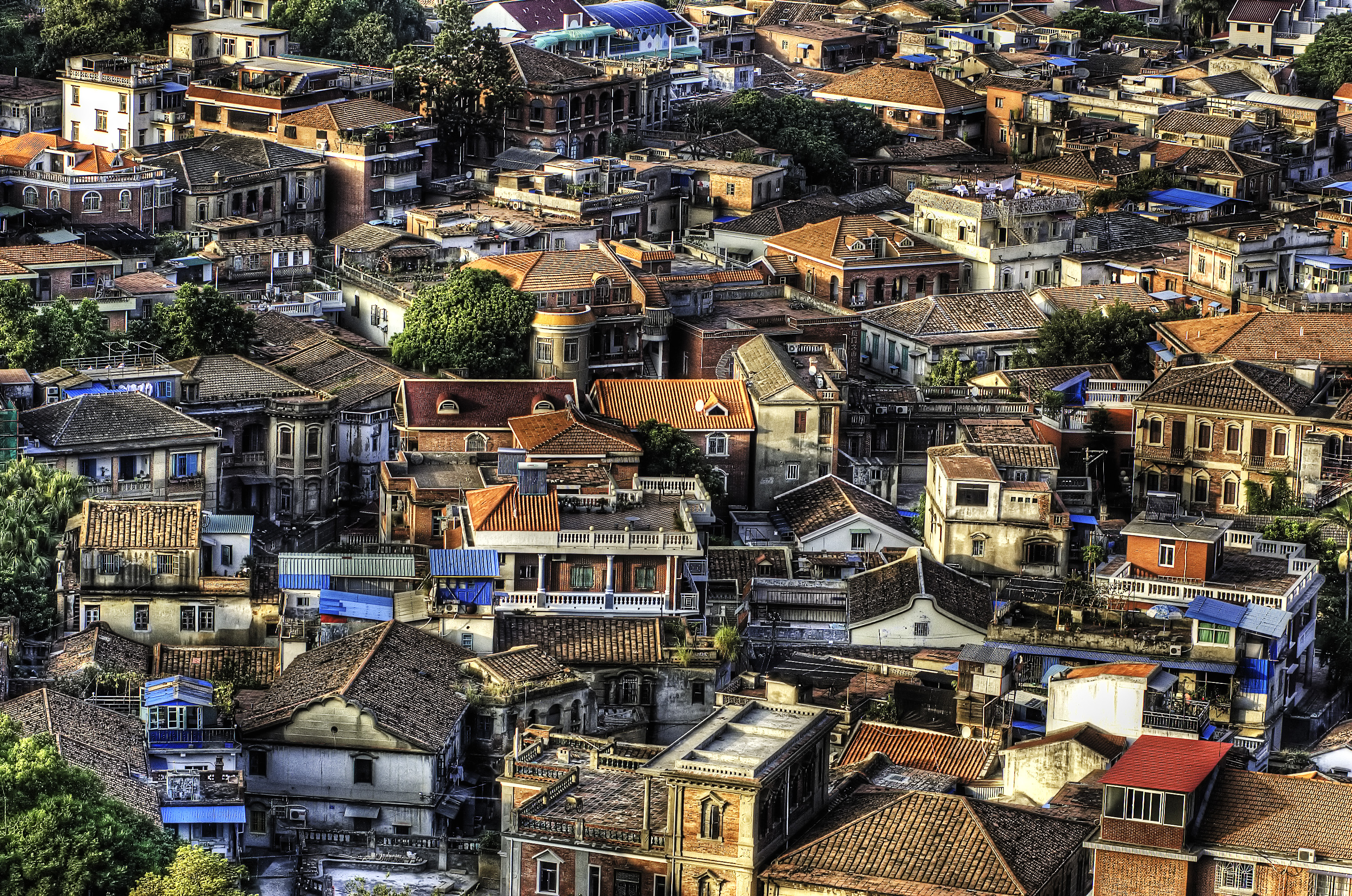
Internationale nederzetting van Gulangyu in China

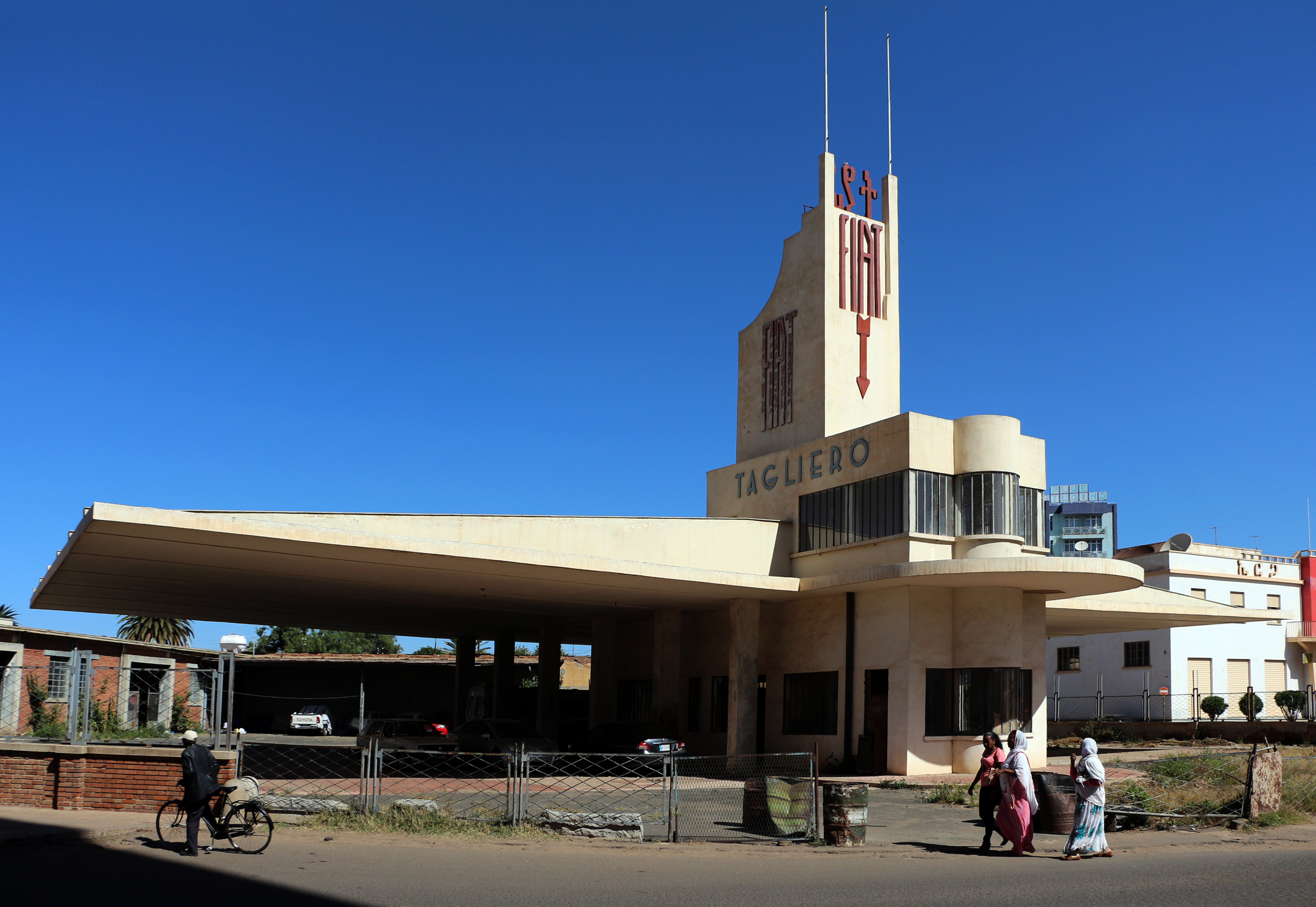
Fiat Taglierogebouw in Asmara in Eritrea

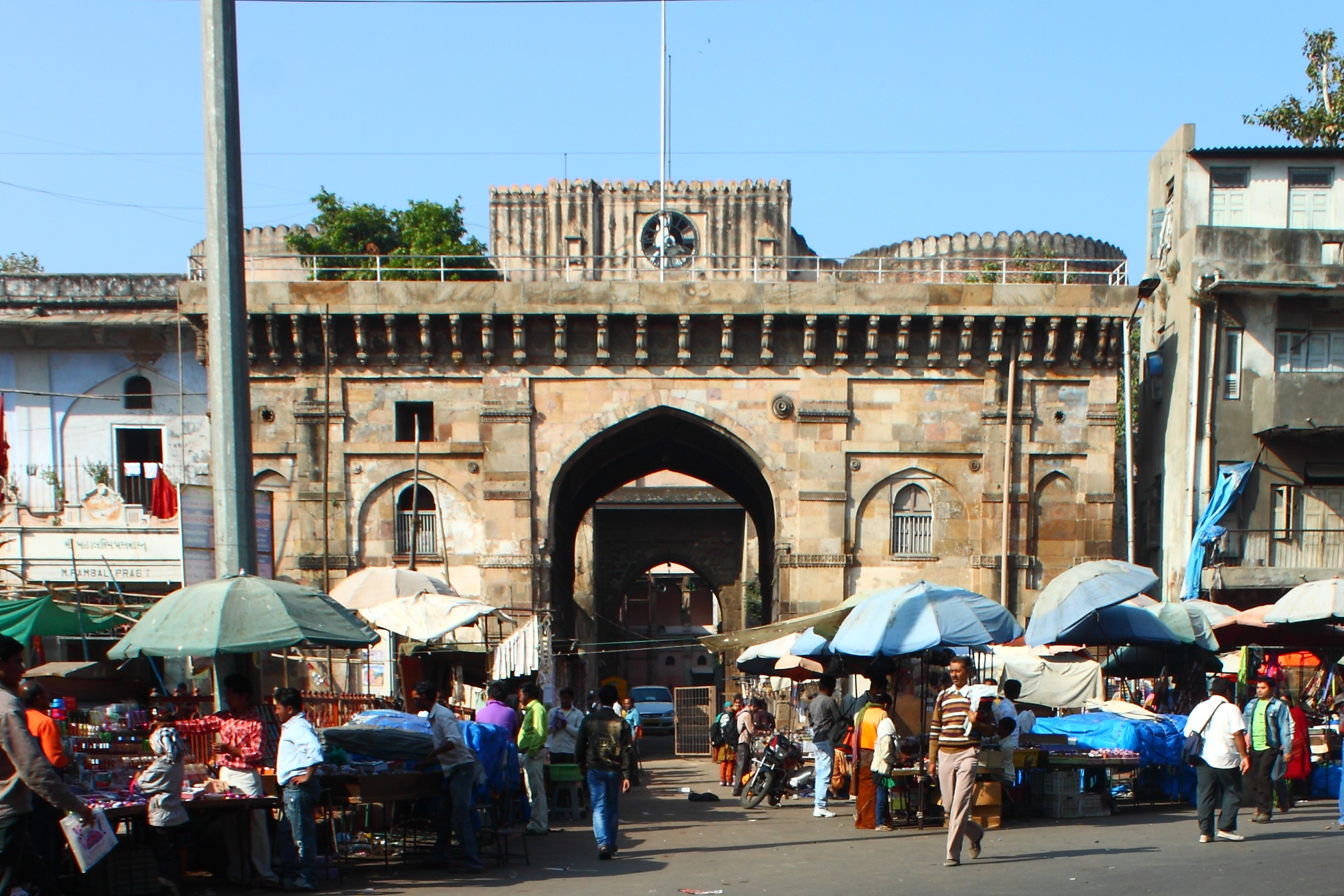
Toegangspoort van het Badhrafort in Ahmedabad in India

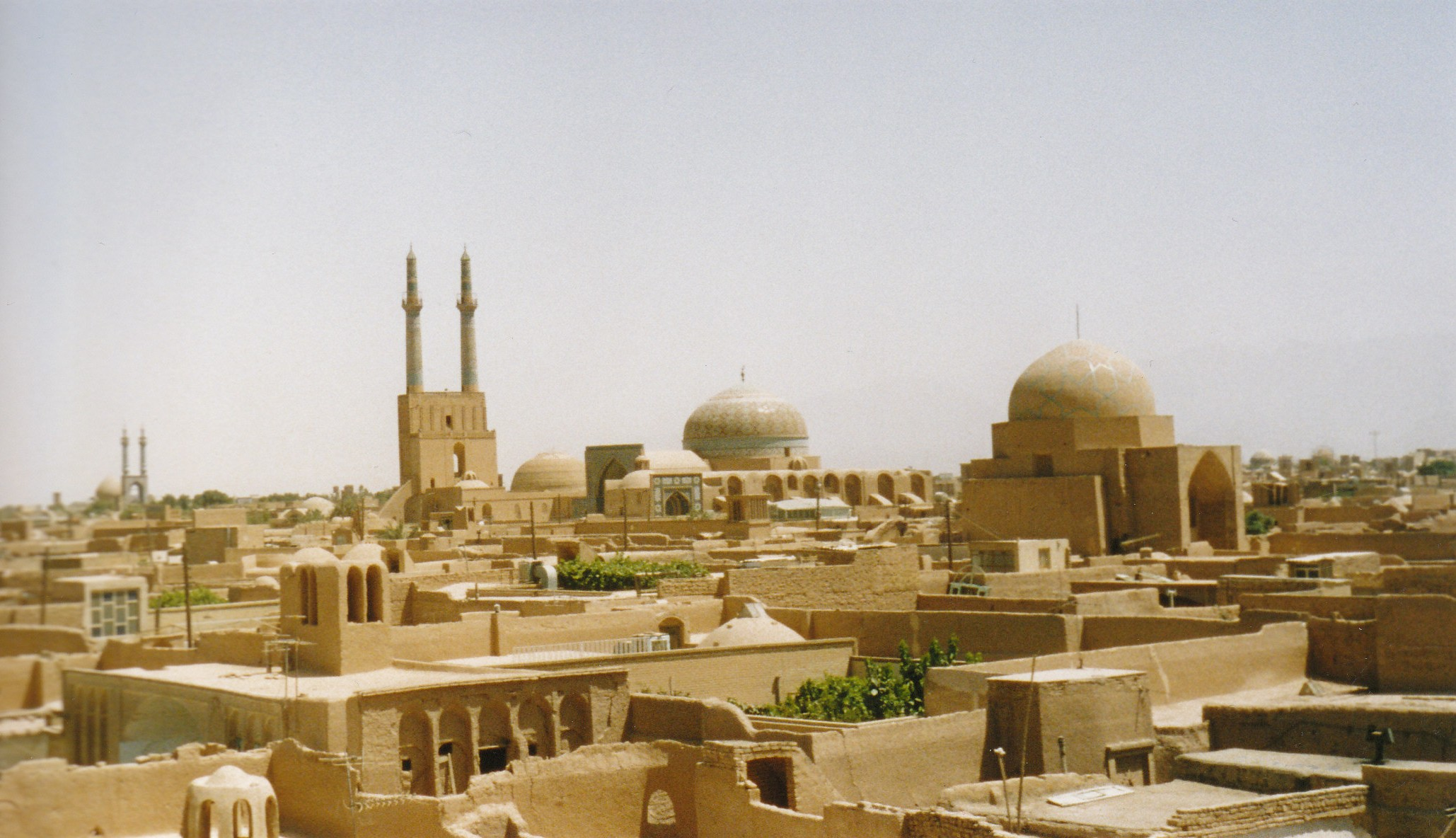
Historische stad Yazd in Iran

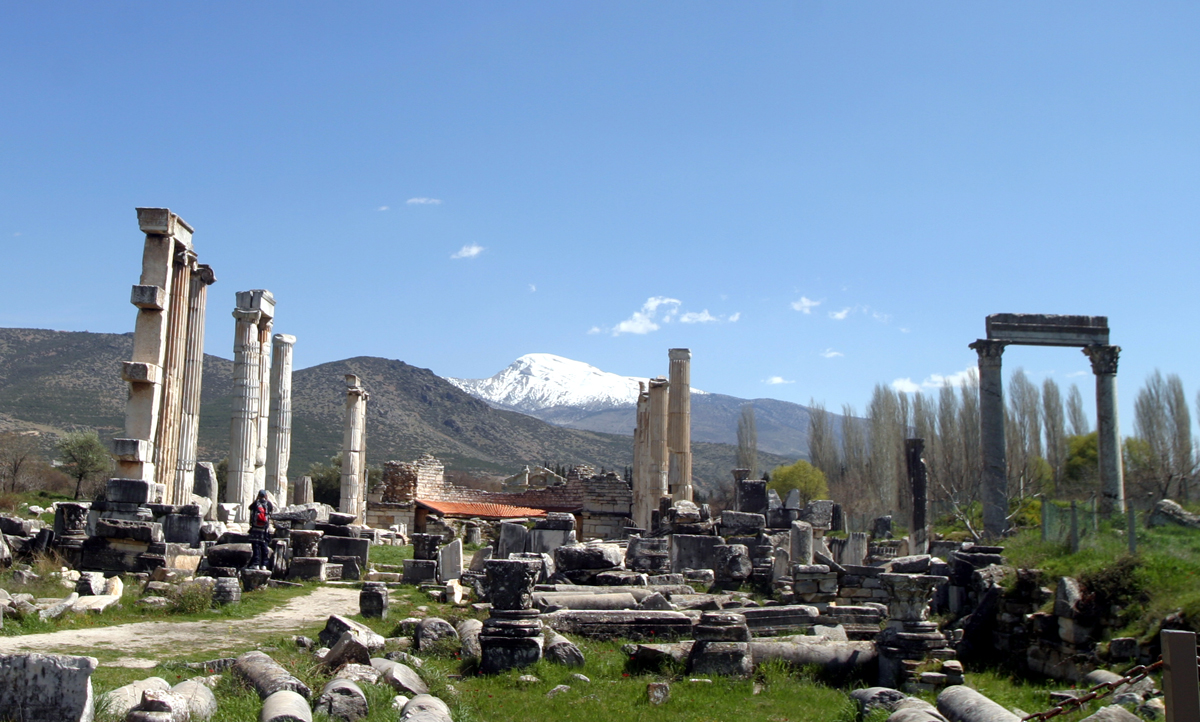
Aphrodisias in Turkije

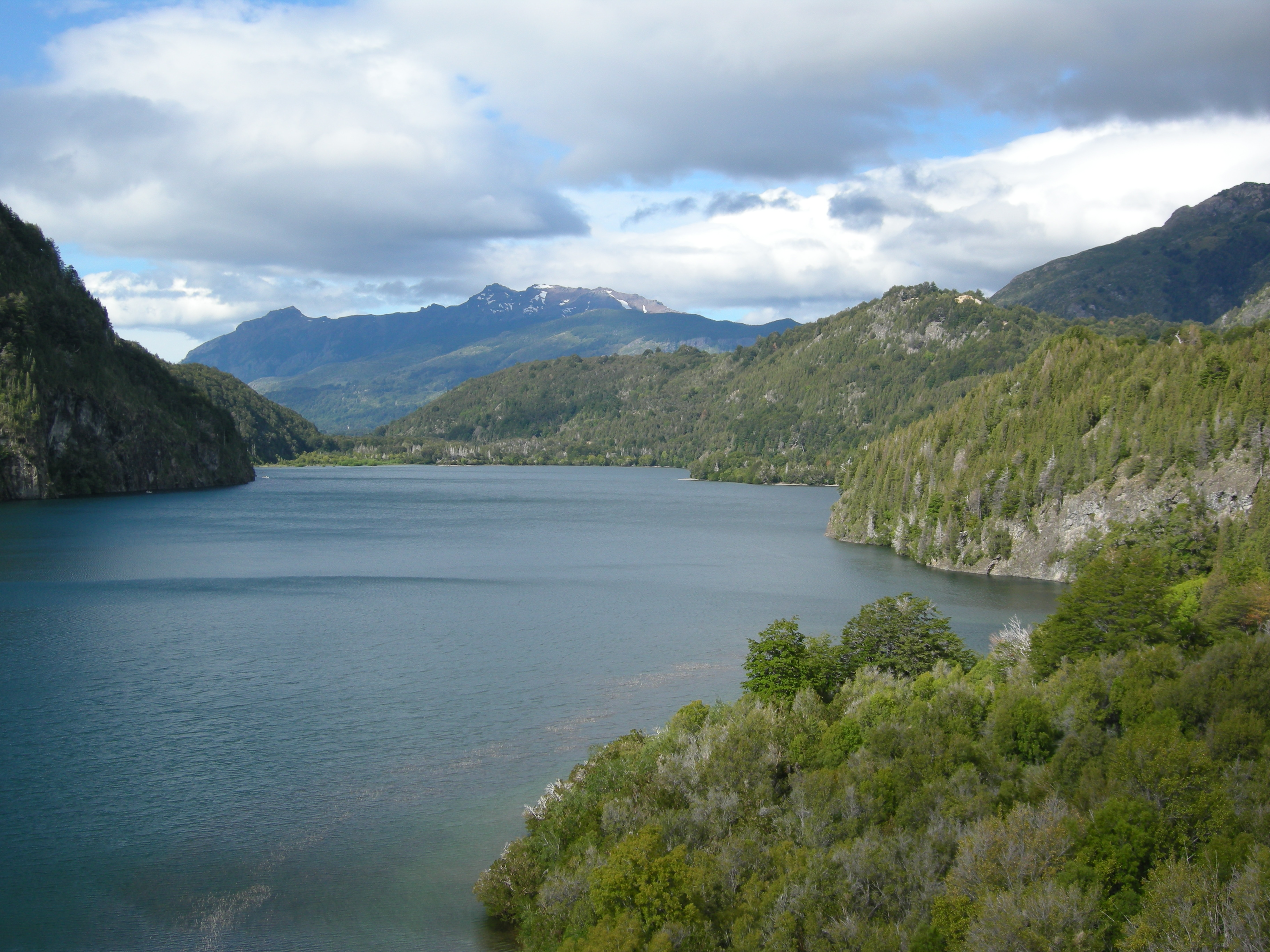
Nationaal park Los Alerces in Argentinië

De 41e sessie van de Commissie voor het Werelderfgoed vond plaats van 2 tot en met 12 juli 2017 in het Poolse Krakau. De UNESCO-commissie oordeelt over nieuwe nominaties van natuur- en cultureel erfgoed, door landen voorgedragen als werelderfgoed, en enkele aanpassingen of uitbreidingen van eerder erkende sites die door landen werden ingediend. Deze voorstellen werden voorafgaand aan de sessie door werkgroepen van de commissie geëvalueerd op de volledigheid van het dossier. Maar ook de situatie van het erfgoed dat voorkomt op de lijst van het bedreigd werelderfgoed, en de eventuele aanvullingen die hier noodzakelijk zijn, werden besproken. Vóór de start van de sessie bestond de werelderfgoedlijst uit 1052 erfgoedlocaties: 203 natuurerfgoedlocaties, 814 culturele erfgoedlocaties en 35 gemengde locaties.
Bij de nominaties voor nieuwe werelderfgoedsites behoren in de categorie van de natuurerfgoedlocaties onder meer het nationaal park Los Alerces in Argentinië en Hoh Xil in Qinghai in China en een uitbreiding van het erfgoed Voorhistorische beukenbossen van de Karpaten en de eeuwenoude beukenbossen van Duitsland met oude beukenbossen in verschillende Europese landen, waaronder België. In de categorie van de culturele erfgoedlocaties wordt de modernistische architectuur in Asmara in Eritrea mogelijk geëvalueerd, net als het heilige Japanse eiland Okinoshima, deel van Munakata, Fukuoka. Andere erkenningen zijn nakend voor het historisch stadscentrum van M'banza-Kongo in Angola, het Nationaal park Lake District in het Verenigd Koninkrijk en de internationale nederzetting van Gulangyu in China. Oorspronkelijk werd het dal van Tehuacán in Mexico ter erkenning als gemengd werelderfgoed voorgesteld, maar reeds in de aanloop naar de sessie werd besloten tot uitstel van deze nominatiebeslissing.

## Nieuw in 2017
In totaal zijn er na deze sessie 21 nieuwe erfgoedsites aan de Werelderfgoedlijst toegevoegd: achttien cultuurerfgoederen en drie natuurerfgoederen. Van Angola en Eritrea werd dit jaar de eerste erfgoedsite op de lijst ingeschreven. Met de uitbreiding van het erfgoed Voorhistorische beukenbossen van de Karpaten en de oude beukenbossen van andere Europese regio's kregen Albanië, België en Oostenrijk hun eerste natuurerfgoed op de lijst. Kroatië en Oostenrijk komen met de nieuwe inschrijvingen en uitbreidingen op 10 erfgoederen.
Met de nieuwe toevoegingen en uitbreidingen bestaat de werelderfgoedlijst uit 1073 erfgoederen, waarvan 832 culturele, 206 natuurlijke en 35 gemengde.

### Cultuurerfgoed
- Angola - M'banza-Kongo, overblijfselen van de hoofdstad van het voormalige koninkrijk Kongo[2]
- Brazilië - Archeologische site van de Valongokaai[3]
- Cambodja - Tempelzone van Sambor Prei Kuk, archeologische site van het oude Ishanapura[4]
- China - Gulangyu: een historische internationale nederzetting[4]
- Denemarken - Kujataa in Groenland: noordse en Inuit landbouw aan de rand van de ijskap[5]
- Duitsland - Grotten en ijstijdkunst in de Zwabische Jura[5]
- Eritrea - Asmara: een modernistische stad van Afrika[2]
- Frankrijk - Taputapuātea[5]
- India - Historische stad Ahmadabad[4]
- Iran - Historische stad Yazd[5]
- Japan - Heilige eiland Okinoshima en aanverwante sites in Munakata[5]
- Kroatië, Italië, Montenegro - Venetiaanse verdedigingswerken van de 15e tot 17e eeuw: Stato da Terra - westelijke Stato da Mar[5]
- Palestina - Oude stad van Hebron / Al Khalil[6]
- Polen - Lood-zilver-zinkmijn van Tarnowskie Góry en haar ondergronds waterbeheersysteem[5]
- Rusland - Hemelvaartkathedraal en -klooster van het dorpseiland Svijasjk[5]
- Turkije - Aphrodisias[3]
- Verenigd Koninkrijk - Het Engelse Lake District[3]
- Zuid-Afrika - Cultuurlandschap van de Khomani[2]

### Natuurerfgoed
- Argentinië - Nationaal park Los Alerces[7]
- China - Qinghai Hoh Xil[7]
- Mongolië , Rusland - Landschappen van Daurië[7]

## Wijzigingen in 2017

### Uitbreidingen en naamsveranderingen
- Duitsland: de naam van het erfgoed Bauhaus en zijn sites in Weimar en Dessau werd gewijzigd naar Bauhaus en zijn sites in Weimar, Dessau en Bernau door de uitbreiding met enkele gebouwen in Dessau en Bernau[3]
- Duitsland, Slowakije, Oekraïne: Voorhistorische beukenbossen van de Karpaten en eeuwenoude beukenbossen van Duitsland, naam werd gewijzigd naar Oude en voorhistorische beukenbossen van de Karpaten en andere regio's van Europa door uitbreiding van de lijst met beukenbossen in Albanië, België, Bulgarije, Italië, Kroatië, Oostenrijk, Roemenië, Slovenië en Spanje.[7]
- Frankrijk: de naam van het erfgoed Straatsburg: Grande-Île werd gewijzigd naar Straatsburg: van Grande-Île tot Neustadt, een Europees stadsgezicht door de uitbreiding met de wijk Neustadt[3]
- Niger: Nationaal Park W Niger werd gewijzigd naar Complex W-Arly-Pendjari door uitbreiding met gebieden in Benin en Burkina Faso.[6]

### Inperkingen en naamsveranderingen
- Georgië: Bagratikathedraal en Gelatiklooster, sinds 1994 een gecombineerde opname op de erfgoedlijst van de twee bouwwerken in en 10 kilometer buiten het Georgische Koetaisi. De Bagratikathedraal werd van de erfgoedlijst verwijderd omdat volgens UNESCO de grote reconstructie van de kathedraal in de periode 2008-2012 schadelijk was voor haar integriteit en authenticiteit. Het Gelatiklooster bleef onder deze naam wel op de lijst staan.[8]

### Verwijderd van de Lijst van bedreigd werelderfgoed
- Ethiopië: Nationaal park Simien (sinds 1996 op de lijst)[9]
- Georgië: Gelatiklooster (sinds 2010 op de lijst)[8]
- Ivoorkust: Nationaal park Comoé (sinds 2003 op de lijst)[10]

### Toegevoegd aan de Lijst van bedreigd werelderfgoed
- Oostenrijk: Historisch centrum van Wenen[11]
- Palestina: Oude stad Hebron/Al-Khalil[6]

## Niet ingeschreven nominaties
Bij de nominaties die het niet haalden, hoorden onder meer het Nationaal park Mole (Ghana), Khor Dubai (Verenigde Arabische Emiraten), de dom van Naumburg en het landschap van de rivieren de Saale en de Unstrut (Duitsland) en het historisch centrum van Şəki met het paleis van de Khan (Azerbeidzjan).

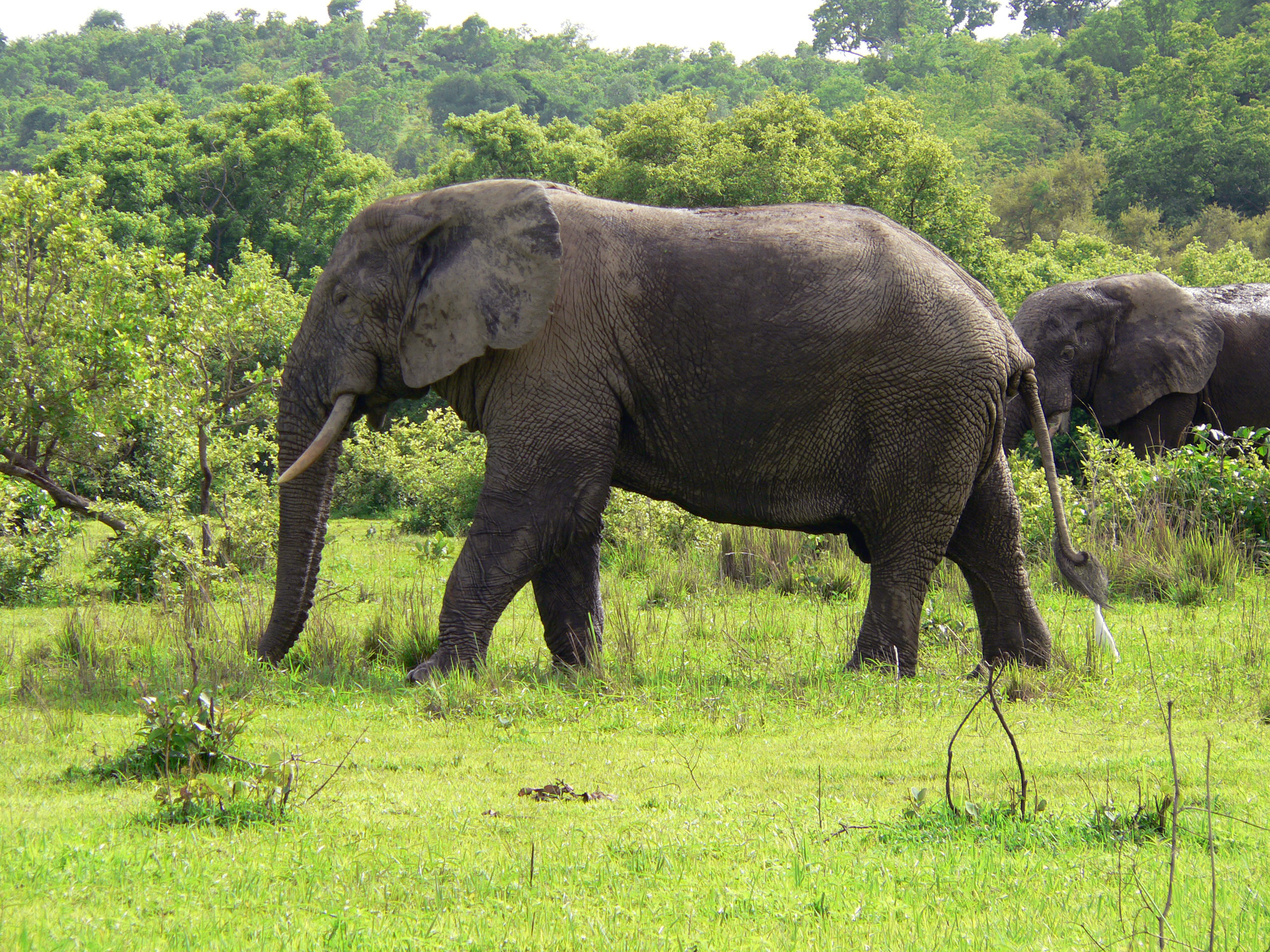
Olifant in het Nationaal Park Mole
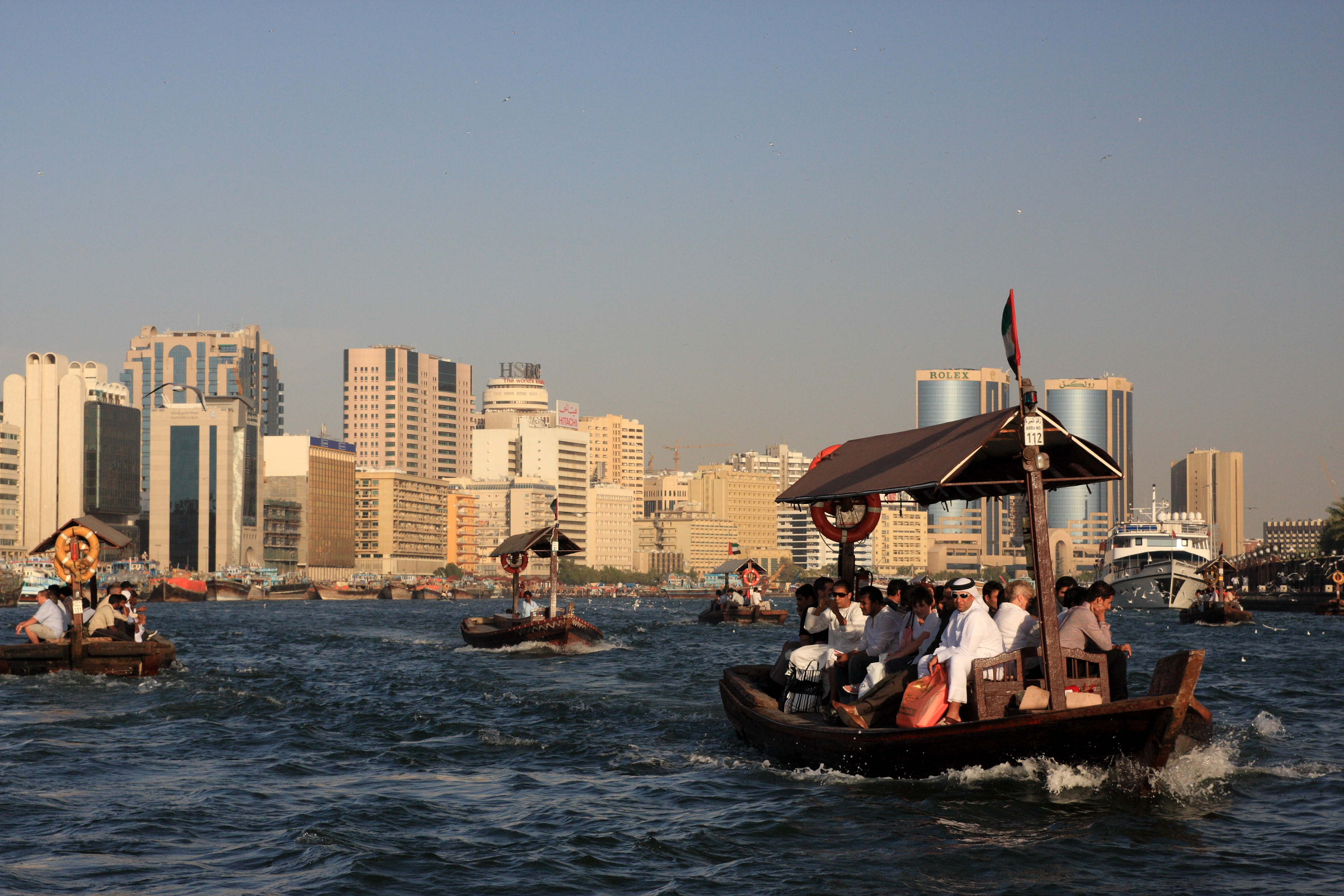
Khor Dubai
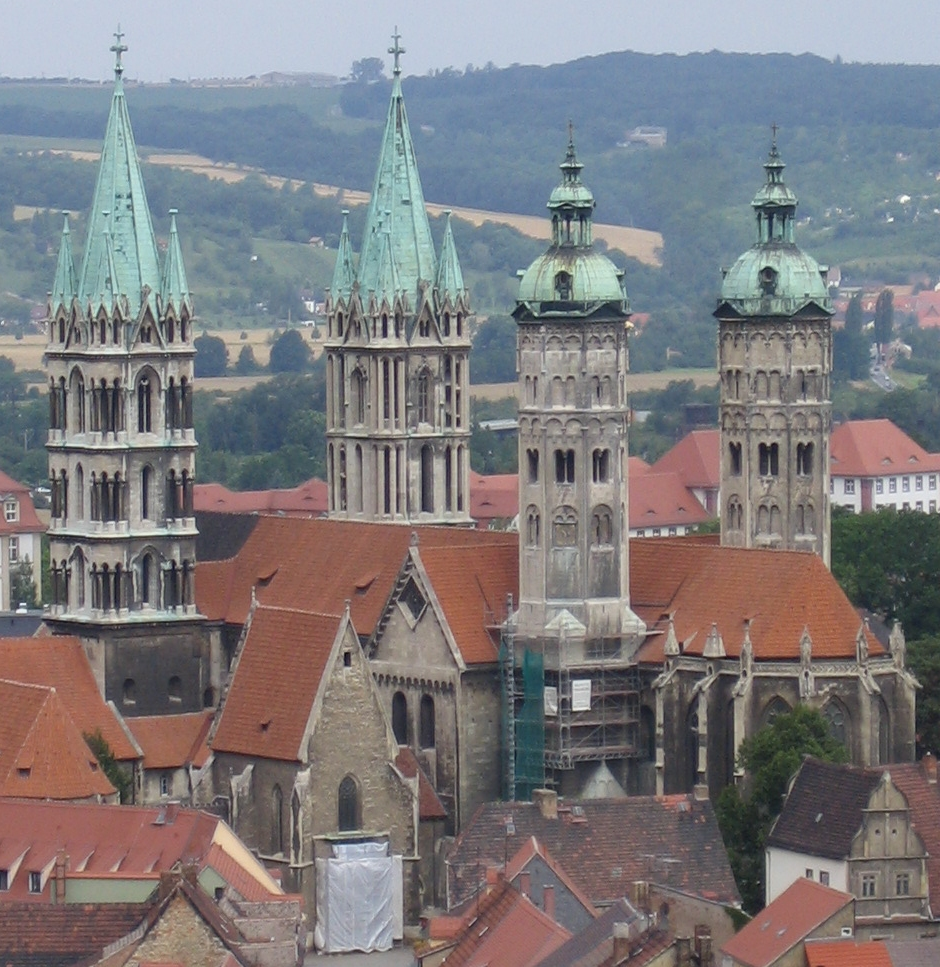
De dom van Naumburg
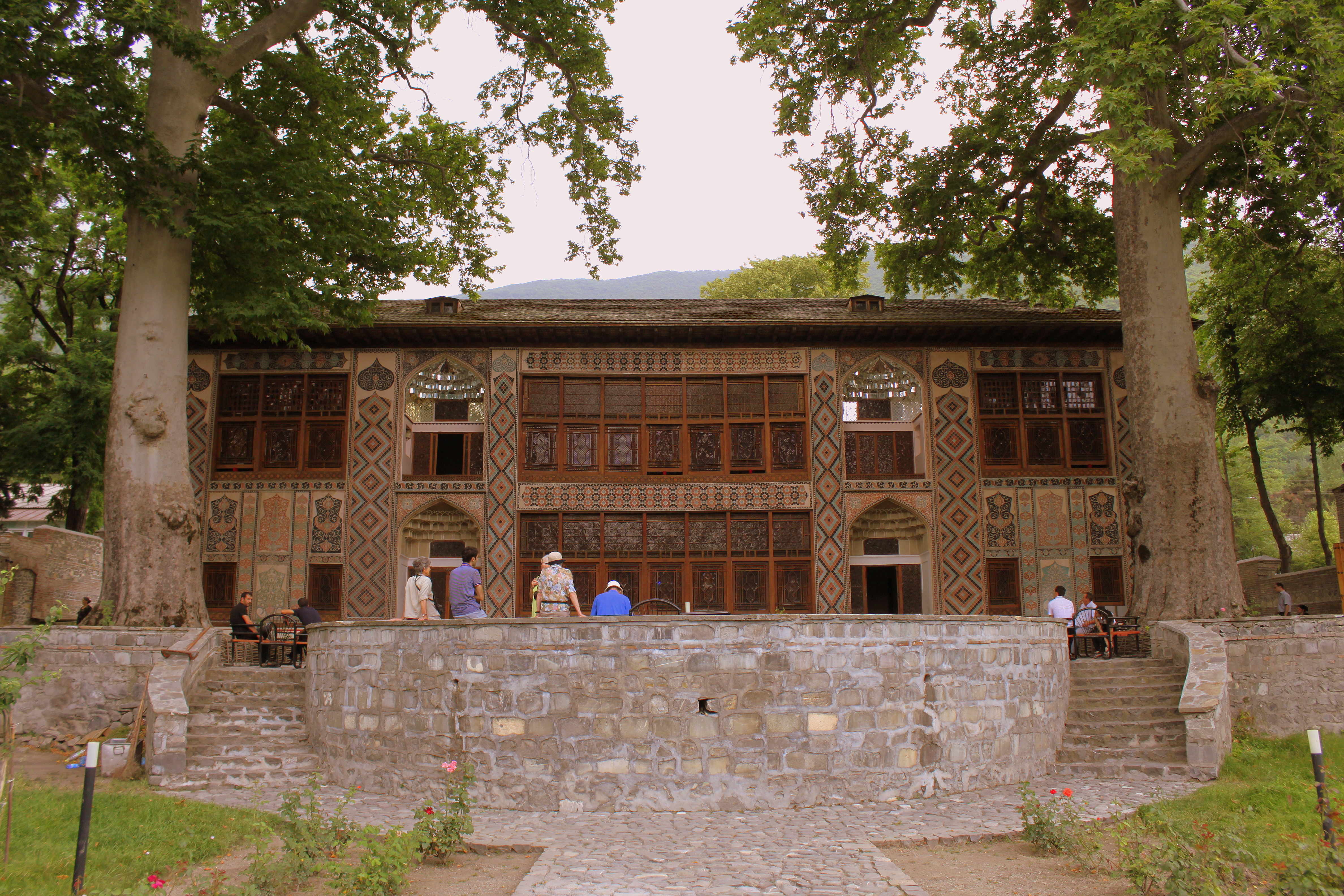
Paleis van de Khan in Şəki

1977 · 
1978 · 
1979 · 
1980 · 
1981 · 
1982 · 
1983 · 
1984 · 
1985 · 
1986 · 
1987 · 
1988 · 
1989 · 
1990 · 
1991 · 
1992 · 
1993 · 
1994 · 
1995 · 
1996 · 
1997 · 
1998 · 
1999 · 
2000 · 
2001 · 
2002 · 
2003 · 
2004 · 
2005 · 
2006 · 
2007 · 
2008 · 
2009 · 
2010 · 
2011 · 
2012 · 
2013 · 
2014 · 
2015 · 
2016 · 
2017 · 
2018 · 
2019 · 
2020-2021 ·
2022-2023 ·
2024 ·
2025